# Eva Trout
Eva Trout (Eva Trout) è un romanzo scritto da Elizabeth Bowen nel 1968. Il romanzo è stato  premiato con il James Tait Black Memorial Prize per la narrativa, ed è stato tra i finalisti del Booker Prize del 1970.